# Zacotus matthewsii
Zacotus matthewsii är en skalbaggsart som beskrevs av Leconte 1869. Zacotus matthewsi ingår i släktet Zacotus och familjen jordlöpare. Inga underarter finns listade i Catalogue of Life.